# Sigrid & Marina
Sigrid & Marina sind ein Gesangsduo aus dem Bereich des volkstümlichen Schlagers.
Die Schwestern Sigrid (* 9. April 1981 in Gmunden) und Marina Hutterer (* 12. August 1984 in Gmunden) stammen aus dem Salzkammergut in Oberösterreich. Sigrid Hutterer erlernte den Beruf der Bankangestellten, ihre Schwester den der kaufmännischen Angestellten. Beide waren ursprünglich bei der Österreichischen Plattenfirma MCP Sound & Media unter Vertrag, jetzt bei hofbauer music.

## Werdegang
Ab 1990 erhielten die Schwestern Unterricht in Gitarre, Keyboard und Gesang.
1998 nahmen sie an einem Talentwettbewerb teil, ein Jahr später erschien die erste Single-CD Freu Dich auf morgen. Es folgten Auftritte bei Radio und Fernsehen des ORF. Weitere CD-Singles erschienen 2000 (Das Lied, das der Sommer singt) und 2001 (Bald kommt ein neuer Tag). Im gleichen Jahr nahm das Duo erstmals für Österreich beim Grand Prix der Volksmusik teil und erreichte mit dem Lied Bald kommt ein neuer Tag den 5. Platz bei der Vorentscheidung. 2002 erreichten sie mit dem Lied Wir hab'n die Buam so gern den 2. Platz bei der MDR-Jahreshitparade bei Achims Musikantenkaiser. Ihr erstes Musikalbum Mein Herz sehnt sich so sehr nach Liebe erschien 2004.
Bei der zweiten Teilnahme beim Grand Prix der Volksmusik erreichte das Duo den 6. Platz bei der österreichischen Vorausscheidung mit dem Titel Träume sterben nie. Ein Jahr später erreichten sie mit Genießen wir das Leben erneut den 5. Platz bei der österreichischen Vorentscheidung zum Grand Prix der Volksmusik.
2007 konnten Sigrid & Marina schließlich zusammen mit den Zillertaler Haderlumpen mit dem Lied Alles hat zwei Seiten den Grand Prix der Volksmusik für Österreich gewinnen. Seitdem sind sie in zahlreichen Fernsehsendungen der Volksmusik und volkstümlichen Musik im gesamten deutschsprachigen Raum häufig aufgetreten, so z. B. bei Shows von Marianne und Michael, im Musikantenstadl, bei den Melodien der Berge, Immer wieder sonntags, Hansi Hinterseer, Wenn die Musi spielt, Krone der Volksmusik, der Feste-Show von Florian Silbereisen sowie in zahlreichen anderen Sendungen im deutschsprachigen Raum. Darüber hinaus absolvieren sie weit über 100 Auftrittstermine und Konzerte pro Jahr. Mehrere Tonträger des Duos erreichten Goldstatus (s. u.).

## Diskografie
- 2004: Mein Herz sehnt sich so sehr nach Liebe
- 2005: Für ein Dankeschön ist es nie zu spät
- 2006: Träume sterben nie
- 2007: Alles hat 2 Seiten – Doppel-CD mit den Zillertaler Haderlumpen (AT: Gold)
- 2007: Leben heißt lieben (AT: Gold)
- 2008: Einfach glücklich sein (AT: Gold)
- 2009: Stille Zeit
- 2009: Heimatgefühle auch als Deluxe-Version mit DVD (AT: Gold)
- 2010: Ihre größten Erfolge & 5 neue Titel
- 2011: Von Herzen (1. DVD erschien am 30. September 2011)
- 2011: Lieder sind wie Freunde
- 2012: Herzlichst
- 2012: Heimatgefühle Folge 2
- 2013: Das Beste aus Heimatgefühle
- 2014: Ein Hallo mit Musik – gemeinsam mit den Oberkrainer Allstars
- 2014: Das Beste – 20 große Erfolge – Kompilation von MCP Sound & Media
- 2014: Heimatgefühle zur Weihnachtszeit
- 2015: Lust am Leben
- 2016: Von Herzen (AT: Gold)
- 2017: Heimatgefühle Folge 3
- 2018: Das größte Glück – 20 Jahre Jubiläum
- 2019: Halleluja der Berge
- 2020: A Weihnacht wie's früher war
- 2022: Volle Lust und volles G'fühl
- 2023: Zum Jubiläum das Beste (2er-cd)

## Auszeichnungen für Musikverkäufe
Anmerkung: Auszeichnungen in Ländern aus den Charttabellen bzw. Chartboxen sind in ebendiesen zu finden.
| Land/RegionAuszeichnungen für Musikverkäufe (Land/Region, Auszeichnungen, Verkäufe, Quellen) | Gold     | Platin | Verkäufe | Quellen |
| -------------------------------------------------------------------------------------------- | -------- | ------ | -------- | ------- |
| Österreich (IFPI)                                                                            | 7× Gold7 | —      | 62.500   | ifpi.at |
| Insgesamt                                                                                    | 7× Gold7 | —      |          |         |